# Watersnood van 1014
De Watersnood van 1014, vond plaats op 28 september 1014.
De watersnood trof eerst de Engelse kust, zodanig dat het zeewater ver het land binnendrong. In de avond trof de watersnood het grondgebied dat nu Vlaanderen en het zuidelijke deel van Nederland is.
Volgens bronnen uit die tijd heeft met name het toenmalige eiland Walcheren zware schade geleden. Het herstel moet uitzonderlijk veel tijd hebben gekost. De kroniek van de abdij van Quedlinburg in Saksen (tegenwoordig Saksen-Anhalt) maakt melding van duizenden doden.
De overstromingen richtten ook aan de westkust van wat nu Groot-Brittannië is grote schade aan met veel slachtoffers. Willem van Malmesbury maakt in de Angelsaksische kroniek melding van "Een vloedgolf... groeide uit tot een verbazingwekkende omvang zoals de herinnering van de mens niet kan evenaren, om dorpen vele kilometers landinwaarts onder te dompelen en hun inwoners te overweldigen en te verdrinken." Er zijn ook in Noord-Amerika aanwijzingen gevonden van een overstroming in 1014. Mogelijk is deze overstroming geen stormvloed, maar een tsunami geweest.
838 · 1014 · 1042 · 1134 · 1163 · 1164 · 1170 · 1196 · 1212 · 1214 · 1219 · 1220 · 1221 · 1248/1249 · 1277 · 1280 · 1282 · 1287 · 1288 (I) · 1288 (II) · 1322 · 1334 · 1362 · 1374 · 1375 · 1377 · 1404 · 1421 · 1424 · 1468 · 1477 · 1509 · 1514 · 1530 · 1532 · 1552 · 1566 · 1570 · 1610 · 1643 · 1651 · 1675 · 1682 · 1686 · 1703 · 1717 · 1726 · 1741 · 1775 · 1776 · 1784 · 1799 · 1808 · 1809 · 1820 · 1825 · 1855 · 1861 (I) · 1861 (II) · 1877 · 1906 · 1916 · 1926 · 1953 · 1962 · 1993 · 1995 · 2006 · 2021